# Xã Dayton, Quận Webster, Iowa
Xã Dayton (tiếng Anh: Dayton Township) là một xã thuộc quận Webster, tiểu bang Iowa, Hoa Kỳ. Năm 2010, dân số của xã này là 1.161 người.